# Catherine de Cleves
Catherine de Cleves, född 1548 i Paris, död där 11 maj 1633, var en politiskt aktiv fransk furstinna, gift med hertig Henrik I av Guise och mor till Charles av Guise och Henrik II av Guise. Hon var själv formellt fransk vasall (regerande grevinna) över grevedömet Eu 1564–1633.
Hon var dotter till Francois I de Cleves, hertig av Nevers, och Marguerite de Bourbon-Vendome och som systerdotter till Anton av Bourbon kusin till Henrik IV av Frankrike. Hon gifte sig vid tolv års ålder 1561 med Antoine de Croy, furste av Porcien, och 1570 med hertig Henrik I av Guise. Catherine de Cleves var föremål för en känd skandal då hennes älskare Saint Megrin mördades i en duell av hennes make. Hennes make var ledare för den katolska ligan och mördades på order av Henrik III av Frankrike 1588. 
Catherine de Cleves deltog sedan i den komplott som fick Henrik III mördad 1589. Hon stödde sedan sin son Charles anspråk på den franska tronen. Hon återvände till franska hovet efter att Henrik IV konverterat till katolicismen 1594 och blev ledande hovdam åt Maria av Medici. Hon följde initialt Maria vid dennas exil från hovet 1617. Catherine de Cleves deltog senare i intriger och komplotter mot kardinal Richelieu.